# Ano Internacional do Microcrédito
O Ano Internacional do Microcrédito foi proclamado pela Assembleia Geral da ONU, como sendo o de 2005 (a nomeação tomou lugar a 18 de Novembro de 2004).
O evento destacou o microcrédito como um dos instrumentos para o desenvolvimento sócio-económico. O intuito desta proclamação foi chamar as atenções para a criação de sectores financeiros inclusivos e fortalecer o poderoso, mas usualmente inexplorado espírito investidor nas comunidades ao redor do mundo. Há cinco objectivos associados a este "Ano", são eles:
1. Avaliar e promover o microcrédito para os MGGs;
2. Aumentar a consciência e entendimento públicos acerca do microcrédito como parte crucial do desenvolvimento económico;
3. Promover sectores de financiamento inclusivos;
4. Patrocinar serviços de financiamento viáveis;
5. Encorajar a inovação e novas parcerias por promover e patrocinar parcerias estratégicas a fim de expandir (ou criar) os êxitos do microcrédito.